# 山崎亭治
山崎 亭治（やまざき ていじ、1884年 - 1978年3月）は、日本のホーリネス教会の牧師。後に、日本ホーリネス教会の元老になったホーリネスの指導者の一人。「荒野の泉」の翻訳者。

## 生涯
1884年(明治17年)に新潟県南魚沼郡の農家に生まれる。
1903年(明治36年)4月に東洋宣教会のアーネスト・キルボルンが宇都宮市で福音伝道館を設け、バイブルクラスで伝道を始める。山崎が宇都宮電信局で電信技術者をしているときに、車田秋次と森五郎たちは、英語を習うためにキルボルンのバイブル・クラスに出席する。このことがきっかけで山崎は求道生活を始め、キリスト教に入信した。1904年(明治37年)8月28日山崎と車田と森は同じ日に中田重治より洗礼を受けることになった。
1904年10月に中央福音伝道館の聖書学校に入学する。卒業後は、宇都宮、木更津、福島の福音伝道館で牧会をする。
1913年(大正2年)に東京神田の東洋宣教会本部勤務になり、1916年に聖書学院の教授に就任する。東京宣教会日本ホーリネス教会の組織化が始まると、監督局会計を兼務し、品川で開拓を始めた。
1923年牛込で伝道中に、関東大震災に被災する。続いて、仙台教会へ赴任する。
1925年頃の大正時代末期に仙台教会（現、日本基督教団、仙台青葉荘教会）で牧師をしていた時に、霊的な困難を覚えて、出版されたばかりのL・B・カウマンの「荒野の泉」を読み始め、翻訳して、「聖潮」に掲載する。
その後ジャパン・レスキュー・ミッション(Japan Rescue Mission)の伝道部長として奉仕する。しかし、ホーリネス教会に復帰して、中野教会、深川教会などを歴任する。
1942年(昭和17年)6月のホーリネス弾圧事件では、東京拘置所などに2年間留置された。1944年5月に保釈されて、静岡県沼津市に疎開するが、翻訳を続けていた『荒野の泉』の原稿が7月17日沼津大空襲で戦災で消失する。(1960年に「荒野の泉」を再び翻訳して出版する。)
1945年(昭和20年)11月終戦後に治安維持法違反は免訴になる。
1949年(昭和24年)に、東京に戻り再建された日本ホーリネス教会に参加して総務部長になり、東京聖書学院教授に就任する。それに伴い、学院構内に転居する。1961年、新改訳聖書の翻訳者に選ばれて、ヨハネの手紙第一、第二、第三を翻訳する。
1967年(昭和42年)に東京聖書学院教授を退官し、同名誉教授になり、車田秋次、米田豊らと共に日本ホーリネス教団の元老になる。

## 著書・訳書
- E・M・バウンズ『祈りの目的』1925年
- L・B・カウマン著『荒野の泉』
- 山崎亭治『聖言に仕えた人』1983年